# Skoczogonki Polski
Skoczogonki Polski, kolembolofauna Polski – ogół taksonów skoczogonków, których występowanie stwierdzono na terenie Polski.

## Entomobryomorpha

### Cyphoderidae
W Polsce stwierdzono 2 gatunki:
- Cyphoderus albinus
- Cyphoderus bidenticulatus

### Entomobryidae
W Polsce stwierdzono 59 gatunków:

- Coecobrya tenebricosa
- Coecobrya zoeca
- Entomobrya arborea
- Entomobrya corticalis – pchlica podkorowa
- Entomobrya dorsalis
- Entomobrya dumitrescuae
- Entomobrya lanunginosa
- Entomobrya marginata
- Entomobrya multifasciata
- Entomobrya muscorum
- Entomobrya nicoleti
- Entomobrya nivalis – pchlica śniegulik
- Entomobrya quinquelineata
- Entomobrya schoetti
- Entomobrya spectabilis
- Entomobrya strigata
- Entomobrya superba
- Entomobrya violaceolineata
- Entomobrya xerothermica
- Entomobryides myrmecophilus
- Heteromurus nitidus
- Lepidocyrtus curvicollis
- Lepidocyrtus cyaneus
- Lepidocyrtus lanunginosus
- Lepidocyrtus lignorum
- Lepidocyrtus nigrescens
- Lepidocyrtus paradoxus
- Lepidocyrtus ruber
- Lepidocyrtus serbicus
- Lepidocyrtus violaceus
- Orchesella alticola
- Orchesella angustostrigata
- Orchesella bifasciata
- Orchesella cincta – nipchlica ogrodowa
- Orchesella disjuncta
- Orchesella flavescens
- Orchesella frontimaulata – oznaczenie niepewne
- Orchesella multifasciata
- Orchesella pseudobifasciata
- Orchesella spectabilis
- Orchesella sphagneticola
- Orchesella villosa villosa
- Orchesella villosa atrofrontalis
- Orchesella viridilutea
- Orchesella xerothermica
- Pseudosinella absoloni
- Pseudosinella alba
- Pseudosinella horaki
- Pseudosinella immaculata
- Pseudosinella octopunctata
- Pseudosinella petterseni
- Pseudosinella sexoculata
- Pseudosinella wahglreni
- Pseudosinella zygophora
- Seira dollfusi
- Seira domestica
- Seira squamoornata
- Sinella curviseta
- Willowsia buski
- Willowsia nigromaculata
- Willowsia platani

### Łuśniczkowate(Tomoceridae)
W Polsce stwierdzono 6 gatunków:
- Plutomurus carpaticus
- Pogonognathellus flavescens – łuśniczek żółtawy
- Pogonognathellus longicornis
- Tomocerus minor
- Tomocerus minutus
- Tomocerus vulgaris

### Oncopoduridae
W Polsce stwierdzono 2 gatunki:
- Oncopodura crassicornis
- Oncopodura reyersdorfensis

### Pchlicowate(Isotomidae)
W Polsce stwierdzono 101 gatunków:

- Agrenia bidenticulata
- Anurophorus atlanticus
- Anurophorus cuspidatus
- Anurophorus laricis
- Anurophorus septentrionalis
- Appendisotoma abiskoensis
- Appendisotoma juliannae
- Archisotoma besselsi
- Axelsonia littoralis – oznaczenie niepewne
- Ballistura schoetti
- Ballistura tuberculata
- Cryptopygus bipunctatus
- Cryptopygus ponticus
- Cryptopygus posteroculatus
- Cryptopygus scapelliferus
- Cryptopygus thermophilus
- Desoria blekeni
- Desoria blufuscata
- Desoria divergens
- Desoria duodecimoculata
- Desoria fennica
- Desoria germanica
- Desoria hiemalis
- Desoria intermedia
- Desoria neglecta
- Desoria nivea
- Desoria nivalis
- Desoria olivacea
- Desoria propinqua
- Desoria ruseki
- Desoria tigrina
- Desoria violacea
- Folsomia albens
- Folsomia alpina
- Folsomia bisetosa
- Folsomia candida
- Folsomia diplophthalma
- Folsomia dovrensis
- Folsomia fimetaria
- Folsomia fimetarioides
- Folsomia hrabei
- Folsomia inoculata
- Folsomia lawrencei
- Folsomia manolachei
- Folsomia penicula
- Folsomia quadrioculata
- Folsomia sensibilis
- Folsomia sexoculata
- Folsomia similis
- Folsomia spinoza
- Folsomia stella
- Folsomia tesari
- Folsomides angularis
- Folsomides marchicus
- Folsomides parvulus
- Hydroisotoma schaefferi
- Isotoma anglicana
- Isotoma riparia
- Isotoma viridis
- Isotomodes armatus
- Isotomodes productus
- Isotomodes sexsetosus
- Isotomiella hygrophila
- Isotomiella minor
- Isotomurus palliceps
- Isotomurus palustris – pchlica błotna
- Isotomurus plumosus
- Isotomurus stuxbergi
- Marisotoma tenuicornis
- Micranurophorus musci
- Pachyotoma crassicauda
- Pachyotoma recta
- Pachyotoma topsenti
- Paranurophorus simplex
- Parisotoma notabilis
- Proisotoma armeriae
- Proisotoma brevidens
- Proisotoma buddenbrocki
- Proisotoma clavipila
- Proisotoma minima
- Proisotoma minuta
- Proisotoma ripicola
- Proisotoma tenella
- Pseudanurophorus binoculatus
- Pseudoisotoma monochaeta
- Pseudoisotoma sensibilis
- Subisotoma pusilla
- Subisotoma variabilis
- Tetracanthella arctica
- Tetracanthella brachyura
- Tetracanthella brevifurca
- Tetracanthella carpatica
- Tetracanthella fjellbergi
- Tetracanthella montana
- Tetracanthella pilosa
- Tetracanthella wahlgreni
- Uzelia setifera
- Vertagopus arboreus
- Vertagopus cinereus
- Vertagopus haagvari
- Vertagopus westerlundi

## Neelipleona

### Neelidae
W Polsce stwierdzono 6 gatunków:
- Acanthoneelidus pratensis
- Megalothorax aquaticus
- Megalothorax incertus
- Megalothorax minimus
- Neelides minutus
- Neelus murinus

## Poduromorpha

### Brachystomellidae
W Polsce stwierdzono 2 gatunki:
- Brachystomella curvula
- Brachystomella parvula

### Hypogastruridae
W Polsce stwierdzono 62 gatunki:

- Acherongia palatinensis
- Ceratophysella armata
- Ceratophysella bengtssoni
- Ceratophysella cavicola
- Ceratophysella denticulata
- Ceratophysella engadinensis
- Ceratophysella granulata
- Ceratophysella impedita
- Ceratophysella lawrencei
- Ceratophysella luteospina
- Ceratophysella michalinae
- Ceratophysella mosquensis
- Ceratophysella neomeridionalis
- Ceratophysella scotica
- Ceratophysella sigillata
- Ceratophysella silvatica
- Ceratophysella stercoraria
- Ceratophysella succinea
- Choreutinula inermis
- Hypogastrura aequipilosa
- Hypogastrura assimilis
- Hypogastrura breviempodialis
- Hypogastrura brevifurca
- Hypogastrura crassaegranulata
- Hypogastrura distincta
- Hypogastrura franconiana
- Hypogastrura kelmendica
- Hypogastrura manubrialis
- Hypogastrura monticola
- Hypogastrura pururescens
- Hypogastrura sahlbergi
- Hypogastrura serrata
- Hypogastrura socialis
- Hypogastrura szeptyckii
- Hypogastrura tatrica
- Hypogastrura vernalis
- Hypogastrura viatica
- Mesachorutes quadriocellatus
- Mesogastrura ojcoviensis
- Microgastrura duodecimoculata
- Orogastrura parva
- Schaefferia emucronata
- Schaefferia willemia
- Schoettella ununguiculata
- Willemia anophthalma
- Willemia denisi
- Willemia intermedia
- Willemia scandinavica
- Willemia virae
- Xenylla acauda
- Xenylla betulae
- Xenylla boerneri
- Xenylla brevicauda
- Xenylla brevisimilis
- Xenylla corticalis
- Xenylla grisea
- Xenylla humicola
- Xenylla longispina
- Xenylla maritima
- Xenylla mediterranea
- Xenylla schillei
- Xenylla welchi

### Morwiaczki(Neanuridae)
W Polsce stwierdzono 62 gatunki:

- Anurida balatovae
- Anurida carpatica
- Anurida ellipsoides
- Anurida granaria
- Anurida lvivska
- Anurida maritima
- Anurida riverinae
- Anurida thalassophila
- Anurida tullbergi
- Anurida uniformis
- Cryptonura jubilaria
- Deutonura albella
- Deutonura conjuncta
- Deutonura phlegrea
- Deutonura plena
- Deutonura stachi
- Deutonura weinerae
- Endonura carpatica
- Endonura lusatica
- Endonura szeptyckii
- Endonura tatricola
- Endonura tetrophthalma
- Friesea afurcata
- Friesea albida
- Friesea baltica
- Friesea claviseta
- Friesea denisi
- Friesea handschini
- Friesea mirabilis
- Friesea monoculata
- Friesea octoculata
- Friesea truncata
- Galanura agnieskae
- Micranurida anophthalmica
- Micranurida balta
- Micranurida bescidica
- Micranurida candida
- Micranurida forsslundi
- Micranurida granulata
- Micranurida hygrophila
- Micranurida pygmea
- Micranurida sensillata
- Micranurida spirillifera
- Morulina verrucosa
- Neanura incolorata
- Neanura minuta
- Neanura muscorum
- Neanura parva
- Neanura pseudoparva
- Pratanurida cassagnaui
- Pseudachorutella asigillata
- Pseudachorutella bescidica
- Pseudachorutes boerneri
- Pseudachorutes corticicolus
- Pseudachorutes dubius
- Pseudachorutes palmiensis
- Pseudachorutes parvulus
- Pseudachorutes pratensis
- Pseudachorutes subcrassus
- Stachorutes sphagnophilus
- Stachorutes tatricus
- Thaumanura carolii

### Odontellidae
W Polsce stwierdzono 10 gatunków:
- Axenyllodes caecus
- Axenyllodes ghilarovi
- Pseudostachia populosa
- Superodontella empodialis
- Superodontella lamellifera
- Superodontella montemaceli
- Superodontella nana
- Superodontella pseudolamellifera
- Superodontella scabra
- Xenyllodes armatus

### Przyślepkowate(Onychiuridae)
W Polsce stwierdzono 90 gatunków:

- Agraphorura naglitshi
- Archaphorura serratotuberculata
- Bionychiurus normalis
- Deharvengiurus denisi
- Detriturus jubilarius
- Deuteraphorura fimetaria
- Deuteraphorura silesiaca
- Deuteraphorura silvaria
- Deuteraphorura variabilis
- Doutnacia ammophila
- Doutnacia xerophila
- Heteraphorura carpatica
- Heteraphorura variotuberculata
- Hymenaphorura dentifera
- Hymenaphorura improvisa
- Hymenaphorura nova
- Hymenaphorura parva
- Hymenaphorura polonica
- Jevania fageticola
- Jevania weinerae
- Kalaphorura burmeisteri
- Kalaphorura carpenteri
- Kalaphorura paradoxa
- Kalaphorura tuberculata
- Karlstejnia annae
- Karlstejnia norvegica
- Karlstejnia rusekiana
- Mesaphorura atlantica
- Mesaphorura critica
- Mesaphorura delamarei
- Mesaphorura florae
- Mesaphorura hygrophila
- Mesaphorura hylophila
- Mesaphorura italica
- Mesaphorura jarmilae
- Mesaphorura krausbaueri
- Mesaphorura macrochaeta
- Mesaphorura massoudi – oznaczenie niepewne
- Mesaphorura petterdassi
- Mesaphorura sylvatica
- Mesaphorura tenuisensillata
- Mesaphorura yosii
- Metaphorura affinis
- Micraphorura absoloni
- Micraphorura pieninensis
- Neotullbergia crassicuspis
- Neotullbergia ramicuspis
- Oligaphorura groenlandica
- Oligaphorura schoetti
- Onychiuroides granulosus
- Onychiuroides hrabei
- Onychiuroides igori
- Onychiurus ambulans
- Onychiurus rectospinatus
- Orthonychiurus rectopapillatus
- Orthonychiurus stachianus
- Paratullbergia callipygos
- Protaphorura armata – przyślepek warzywny
- Protaphorura aurantiaca
- Protaphorura bicampata
- Protaphorura boedvarssoni
- Protaphorura campata
- Protaphorura cancellata
- Protaphorura fimata
- Protaphorura gisini
- Protaphorura illaborata
- Protaphorura islandica
- Protaphorura janosik
- Protaphorura januarii
- Protaphorura pannonica
- Protaphorura procampata
- Protaphorura pseudocellata
- Protaphorura pseudovanderdrifti
- Protaphorura serbica
- Protaphorura subarmata
- Protaphorura subuliginata
- Protaphorura tricampata
- Psammophorura gedanica
- Scaphaphorura arenaria
- Stenaphorurella denisi
- Stenaphorurella lubbocki
- Stenaphorurella quadrispina
- Supraphorura furcifera
- Tantulonychiurus volinensis
- Tetrodontophora bielanensis – czwórzębiec bielański
- Thalassaphorura encarpata
- Thalassaphorura zschokkei
- Tullbergia simplex
- Wankeliella bescidica
- Wankeliella medialis

### Pchliczkowate(Poduridae)
W Polsce stwierdzono 1 gatunek:
- Podura aquatica – pchliczka wodna

## Zrosłopierścieniowe(Symphypleona)

### Arrhopalitidae
W Polsce stwierdzono 11 gatunków:
- Arrhopalites bifidus
- Arrhopalites caecus
- Arrhopalites canzianus – oznaczenie niepewne
- Arrhopalites cochlearifer
- Arrhopalites gisini
- Arrhopalites principalis
- Arrhopalites pygmaeus
- Arrhopalites secundarius
- Arrhopalites sericus
- Arrhopalites spinosus
- Arrhopalites terricola

### Bourletiellidae
W Polsce stwierdzono 13 gatunków:
- Bourletiella arvalis
- Bourletiella hortensis
- Bourletiella viridescens
- Deuterosminthurus bicinctus
- Deuterosminthurus pallipes
- Deuterosminthurus repandus
- Fasciosminthurus circumfasciatus
- Heterosminthurus bilineatus
- Heterosminthurus chaetocephalus
- Heterosminthurus claviger
- Heterosminthurus insignis
- Heterosminthurus linnaniemii
- Heterosminthurus novemlineatus

### Dicyrtomidae
W Polsce stwierdzono 9 gatunków:
- Dicyrtoma christinae
- Dicyrtoma fusca
- Dicyrtoma minuta
- Dicyrtoma ornata
- Dicyrtoma saundersi
- Ptenothrix atra
- Ptenothrix ciliata
- Ptenothrix leucostrigata
- Ptenothrix setosa

### Katiannidae
W Polsce stwierdzono 9 gatunków:
- Gisinianus flammeolus
- Rusekianna bescidica
- Sminthurinus alpinus
- Sminthurinus aureus
- Sminthurinus bimaculatus
- Sminthurinus elegans
- Sminthurinus gisini
- Sminthurinus igniceps
- Sminthurinus niger
- Sminthurinus trinotatus

### Mackenziellidae
W Polsce stwierdzono 1 gatunek:
- Mackenziella psocoides

### Podskoczkowate(Sminthuridae)
W Polsce stwierdzono 10 gatunków:
- Allacma fusca
- Caprainea marginata
- Lipothrix lubbocki
- Sminthurus maculatus
- Sminthurus multipunctatus
- Sminthurus nigromaculatus
- Sminthurus viridis – podskoczek zielony
- Sminthurus wahlgreni
- Spatulosminthurus flaviceps
- Spatulosminthurus guthriei

### Sminthurididae
W Polsce stwierdzono 11 gatunków:
- Sminthurides annulicornis
- Sminthurides aquaticus
- Sminthurides cruciatus
- Sminthurides malmgreni
- Sminthurides parvulus
- Sminthurides penicillifer
- Sminthurides pseudassimilis
- Sminthurides schoetti
- Sphaeridia leutrensis
- Sphaeridia pumilis
- Stenacidia violacea